# Microrregión de Itabira
La microrregión de Itabira es una de las microrregiones del estado brasilero de Minas Gerais perteneciente a la mesorregión Metropolitana de Belo Horizonte. Su población fue estimada en 2006 por el IBGE en 370.865 habitantes y está dividida en dieciocho municipios. Posee un área total de 7.998,818 km², sus principales ciudades son los municipios de Itabira y Juán Monlevade que son los grandes polos de la región . Itabira también es la ciudad central de la Compañía Valle del Río Doce, Juán Monlevade de la Arcelor Mittal Monlevade, antigua Belgo Minera juntas ostentan el 81,613% del PIB Microrregional.

## Municipios
- Alvinópolis
- Barão de Cocais
- Bela Vista de Minas
- Bom Jesus do Amparo
- Catas Altas
- Dionísio
- Ferros
- Itabira
- João Monlevade
- Nova Era
- Nova União
- Rio Piracicaba
- Santa Bárbara
- Santa Maria de Itabira
- São Domingos do Prata
- São Gonçalo do Rio Abaixo
- São José do Goiabal
- Taquaraçu de Minas

- Datos: Q2186353